# Hochstein (Elstra)
Der Hochstein, auch Sibyllenstein (Sibinnen-Stein, Sibillenstein oder Sybillen-Stein) genannt, obersorbisch Žiwiny, ist ein 449 Meter hoher Berg in der Oberlausitz im sächsischen Landkreis Bautzen. Er ist die höchste Erhebung des Nordwestlausitzer Berglandes und der höchste Berg der Oberlausitz nördlich der A 4.
Der ringsum bewaldete Berg befindet sich zwischen Ohorn im Westen, dem Ohorner Steinberg im Norden, dem Ortsteil Kindisch der Stadt Elstra im Osten und Rammenau im Süden. An seinem Nebenberg Kuppe entspringt auf 317 Meter Höhe die Schwarze Elster. Auch die Große Röder entspringt südwestlich des Hochsteins.

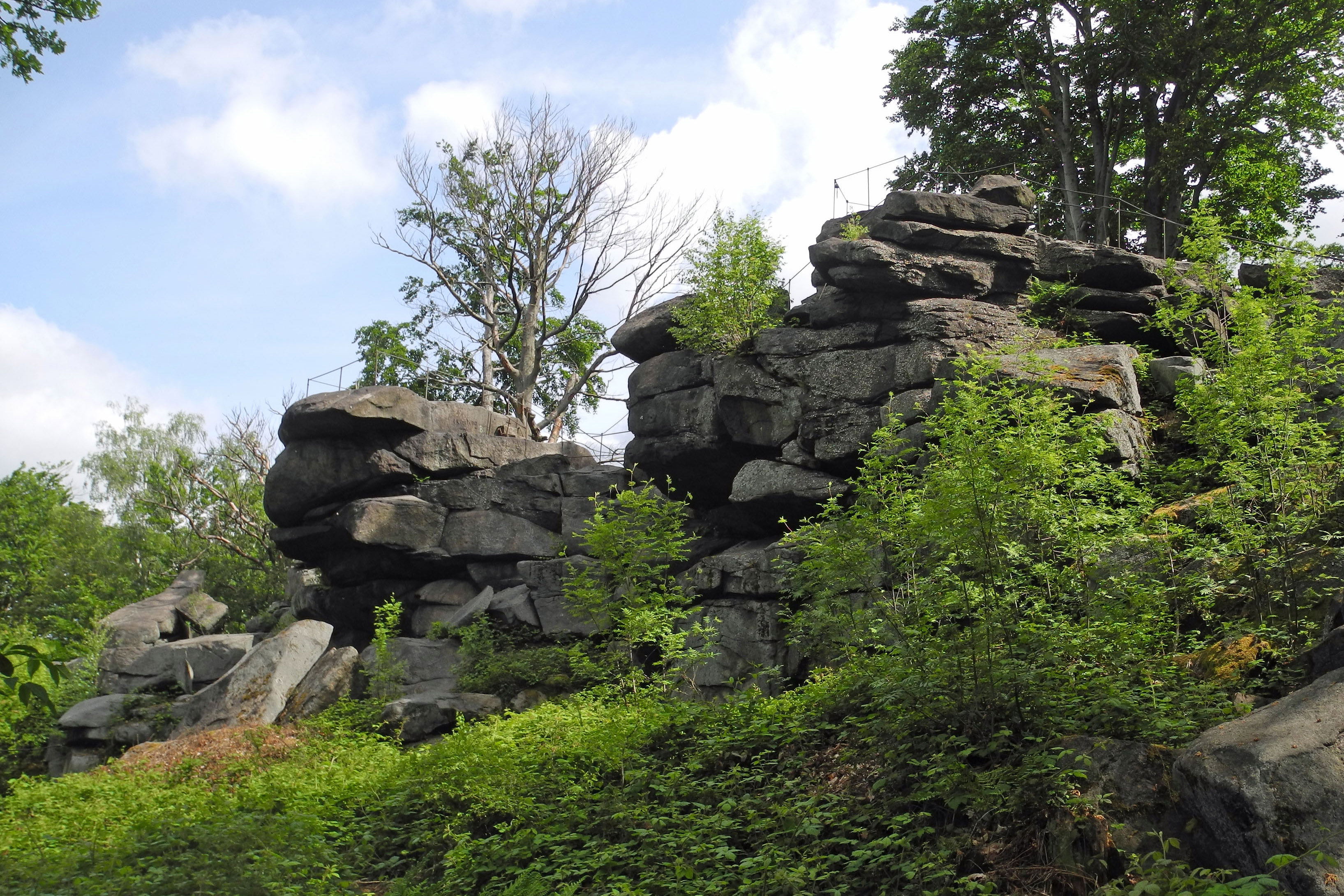
Felsformation am Gipfel des Hochsteins

Den Gipfel des Berges krönt eine markante doppelte Felsformation aus Lausitzer Granodiorit. Vertiefungen darin deuten darauf hin, dass der Platz eine vorgeschichtliche Opfer- und Kultstätte war. Ein auf dem Gipfel loderndes Feuer wäre aus jeder Himmelsrichtung weit sichtbar gewesen. Heute ist die Rundumsicht durch den Baumbestand stark eingeschränkt.

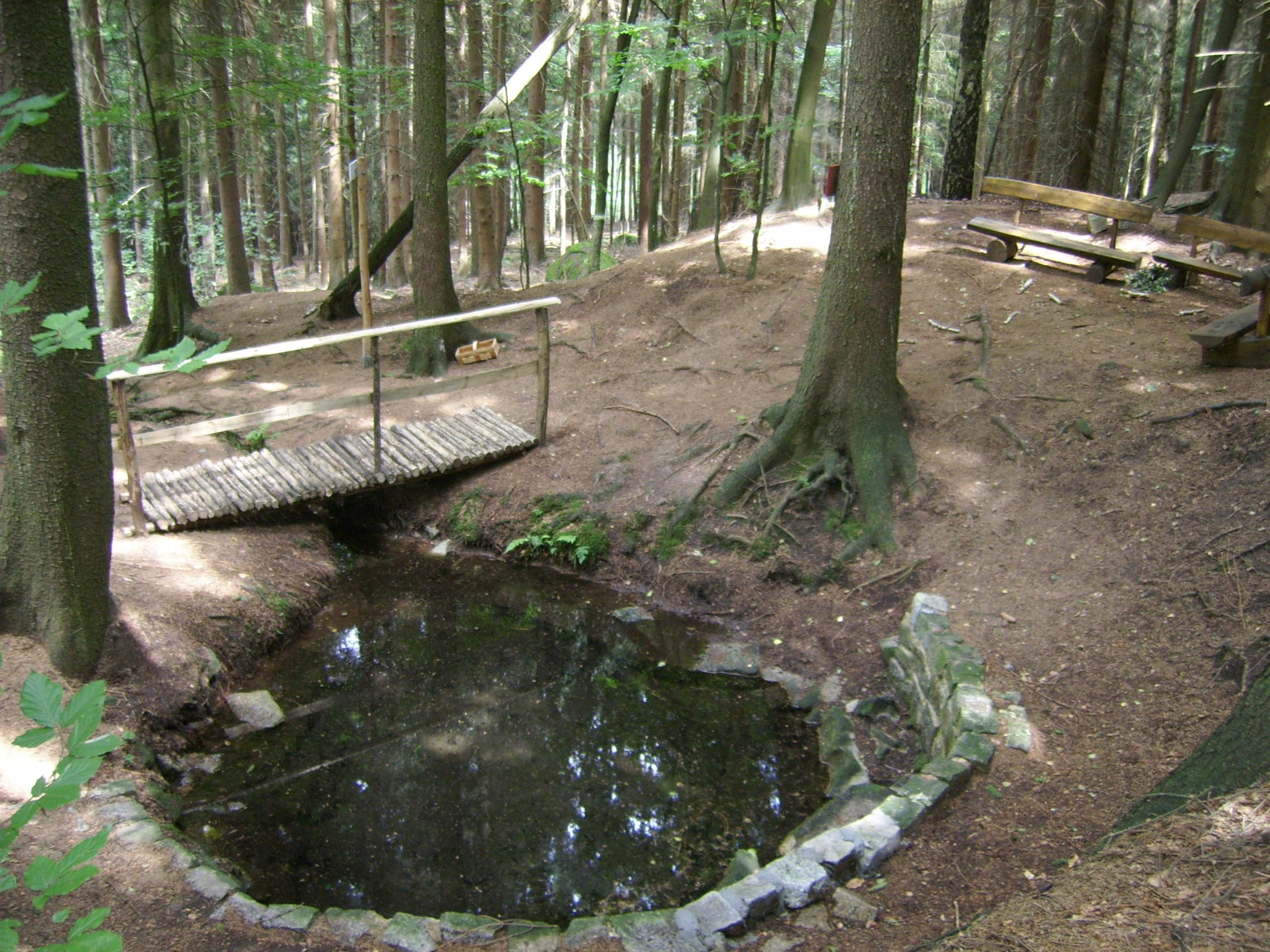
Quelle der Schwarzen Elster

Südwestlich des Hochsteins befindet sich die im Wald gelegene Ausflugsgaststätte Forsthaus Luchsenburg.
Südöstlich des Hochsteins, in Richtung der Ortschaft Burkau, überspannt eine Grünbrücke die A 4.

## Name
In einer Grenzurkunde von 1213 wurde der Berggipfel als „Weißer Stein“ bezeichnet. Auf den sächsischen Meilenblättern von 1780–1825 ist der Felsen als „Der Sybillen-Stein“ eingetragen. Der heute etablierte Name Hochstein kommt in der Oberlausitz mehrfach vor. Zum Beispiel gibt es den Hochstein bei Kleindehsa und den Hochstein bei Königshain. Der Name Sybillenstein wurde möglicherweise eingeführt, um Verwechslungen mit anderen Hochsteinen vorzubeugen. Inwieweit bei der Namensgebung mythologische Priesterinnen basierend auf alten Überlieferungen oder einfach nur die Frau eines Rittergutsbesitzers in Rehnsdorf Pate standen, wie heute favorisiert, bleibt offen.

## Sagen
Die Anwohner nannten den Gipfelfelsen auch „Teufelskanzel“. Die nördliche Felsplattform wurde als „Teufels Tischblatt“ bezeichnet, auf der „die Geister einen deutlich vertieften Kreis eingetanzt“ hatten. Auch zeigte man Vertiefungen, die das Viertel, das Metze und das Mäßchen genannt wurden und in denen man Opferschalen vermutete. Darin soll der Teufel das Getreide nachgemessen haben. Erkannte er dadurch einen Betrüger, soll er ihm „den Kopf umgedreht“ haben. Die Sage berichtet auch von weiten unterirdischen Gängen mit Goldschätzen von denen der Fluss mitunter „ganze Stückchen zu Tage gefördert habe“. Man meinte auch, dass in den Wäldern am Hochstein die „Wilde Jagd“ ihr Unwesen treibe. Einen einzelnen großen Stein unterhalb der nördlichen Felskuppe nennt man das Reitpferd. Das sibyllische „Orakel zum Hohenstein“ wurde mit dem mutmaßlichen Orakel vom „Frageberg bei Cunewalde“ (Czorneboh) verglichen. Die Elster als Namensgeber des am östlichen Berghang entspringenden Flusses wurde als Göttertier der Ostara vermutet. Die ca. 3 Meter große schüsselartige Vertiefung auf dem Tischblatt oder Tanzplatz bezeichnete man auch als Opfer- und Blutschüssel. Hier sah man auch den Platz großer Opfer- und Signalfeuer. Die Sage berichtet, dass der Felsen einst noch viel höher gewesen sein soll und unter der Last der menschlichen Sünden bis auf die heutige Höhe im Erdboden versank. Die heidnischen Götter, denen einst auf dem Felsen geopfert wurde, sollen sich aus Zorn über die Hinwendung der Menschen zum Christentum in den Berg zurückgezogen haben und mitunter heftiges Donnergrollen vernehmen lassen. Der Sybillenstein wurde mit Czorneboh, Bieleboh und dem Keulenberg bei Oberlichtenau im gleichen Kontext vorchristlicher Religiosität gesehen.

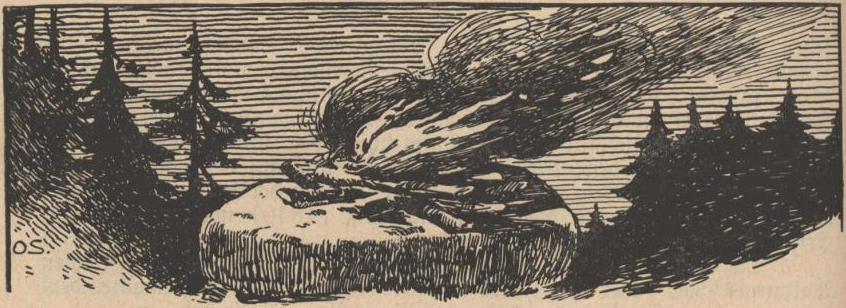
Feuerschale des Teufelstisches auf dem Sibyllenstein, Zeichnung von 1904

## Religiöse Kultstätte
1769 schlug der Pulsnitzer Rektor Gottfried Ekart eine Inschrift in den Sybillenstein, welche den Felsen für die Forschung würdig hielt. Angeregt durch die Inschrift vertrat der Dichter Oertel die Ansicht, dass der Felsen von Menschenhand zu einem „Betort“ aufgeschichtet wurde und schrieb zu dieser Vorstellung ein Gedicht:
Dein majestätischer Anblick.

Unsterblicher noch ist der Geist,

der den Felsen zusammenrief.

(…)
Vor dem Altar stand des heilige Volk

Pries des Ewigen Lob, vom Felsen her

Schwebte des Barden sanfter Gesang.

(…)
1825 vermutete Dr. Johann Gottfried Bönisch, dass der Gipfelfelsen ein „Opfer-Altar“ der Göttin Ostra (Ostara) gewesen sei. In dem Namen „Sibillenstein“ sah er die „unverfälschte“ Überlieferung einstiger Priesterinnen (Sibyllen, Allrunen, Thruhten), die einst in den Felshöhlen lebten und den Menschen die Zukunft voraussagten.
Bönisch berichtete, dass bis 1822 in der Nacht vor Ostern das Quellwasser der am Berghang entspringenden Schwarzen Elster in den umliegenden Dörfern angestaut wurde, um am Ostermorgen bei Sonnenaufgang sich und das Vieh im heilsamen Osterwasser zu baden. Die Dämme durften erst bei Sonnenuntergang wieder geöffnet werden.
1886 wurde 150 Meter vom Felsen entfernt eine bronzene „Streitaxt“ gefunden. Später fanden Waldarbeiter auch einige „Spieße aus Bronze oder Eisen“, die jedoch noch bevor sie begutachtet werden konnten weggeworfen wurden. Auf dem benachbarten Ohorner Steinberg befindet sich ein Ringwall, der im Volksmund „Burgstall“ oder „Alte Schanze“ genannt wird und in dem man einst einen Kultplatz vermutete. Wegen fehlender archäologischer Funde blieb Ursprung und Funktion bis heute unbestimmt.
Der Hoch- oder Sybillenstein befindet sich unweit der größten Erdwallburg der Oberlausitz bei Ostro. Sie wurde ca. 2500 v. Chr. gegründet und über mehrere Kulturepochen bis ins Mittelalter als Befestigungsanlage genutzt. Das Gebiet um die Burg Ostro gehörte auch zum Kernland der Milzener, den Vorfahren der heutigen Sorben.
Friedrich August Wagner zählte 1833 im Sächsischen Herzogtum an den Ufern der Schwarzen Elster 16 Burgwälle und 1022 Grabhügel. Er sah diese Fülle in einem Zusammenhang mit dem „Opferaltar“ an der Quelle. Karl Benjamin Preusker sah 1841 im Sybillenstein und einer Reihe weiteren Steinformationen der Oberlausitz „heidnische Opferaltäre“ für einen „Sonnenkult“. Seine Annahme basierte neben antiken- und kirchlichen Überlieferungen auch auf einem Bericht von 1614, indem vom Heidenstein im damals sächsischen Weigsdorf solche Praktiken noch bekannt waren. Preusker sah einen allgemeinen religiösen Zusammenhang zwischen den Felsen der Oberlausitz und den Megalithen Europas.
Obwohl ein zweifelsfreier Beleg für eine religiöse Bedeutung des Sybillensteins in vorgeschichtlicher Zeit bisher nicht erbracht werden konnte, lässt die Vielzahl vorgeschichtlicher Zeugnisse im Umfeld des Berges die Möglichkeit offen.

## Sonnenphänomen
Seit 2008 untersucht die Volks- und Schulsternwarte „Bruno-H.-Bürgel“ in Sohland/Spree, Fachgruppe Archäoastronomie, verschiedene Felsen der Oberlausitz auf ihre Eignung für kalendarische Sonnenbeobachtungen. Das archäoastronomische Forschungsprojekt erhielt die Bezeichnung „Projekt-Götterhand“ und die Felsobjekte, welche das kalendarische Sonnenbeobachtungsphänomen aufweisen, werden als „Sonnenheiligtümer der Oberlausitz“ angesprochen.
Am Sibyllenstein wurde die sogenannte Sibyllenhöhle für kalendarische Sonnenbeobachtungen geeignet befunden. In die Höhle mündet eine ca. 8 Meter lange niedrige Nord-Süd-Höhle trichterartig. Durch diese Höhle strahlt gegen Mittag das Sonnenlicht der Wintersonnenwende in einen schmalen Kanal am Fußboden.
Zur Sommersonnenwende durchstrahlt die Sonne bei Sonnenuntergang die Höhle in gerader Flucht, so dass sich beide Beobachtungslinien kreuzen und im Osten des Felsens ein Lichtfleck auf eine benachbarte Steinformation projiziert wird.
Seit 2013 ist der Sibyllenstein Standort der von der Sternwarte Sohland initiierten „Internationalen Vernetzung prähistorischer Sonnenheiligtümer“ am Tag der Archäoastronomie.

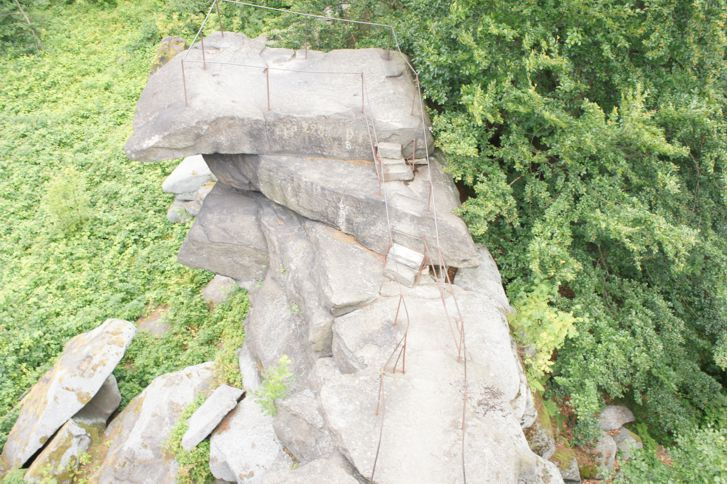
Feuerschale, Teufelstisch und Geistertanzplatz
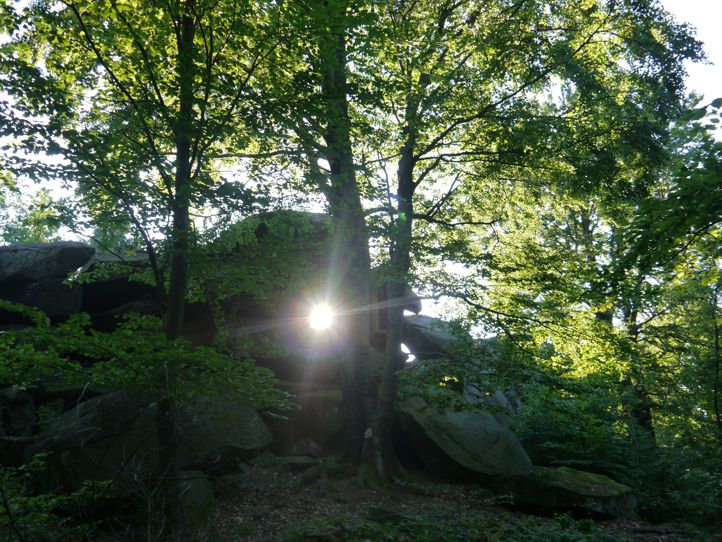
Sibyllenhöhle mit durchstrahlender Sonne zum Sonnenuntergang der Sommersonnenwende 2014
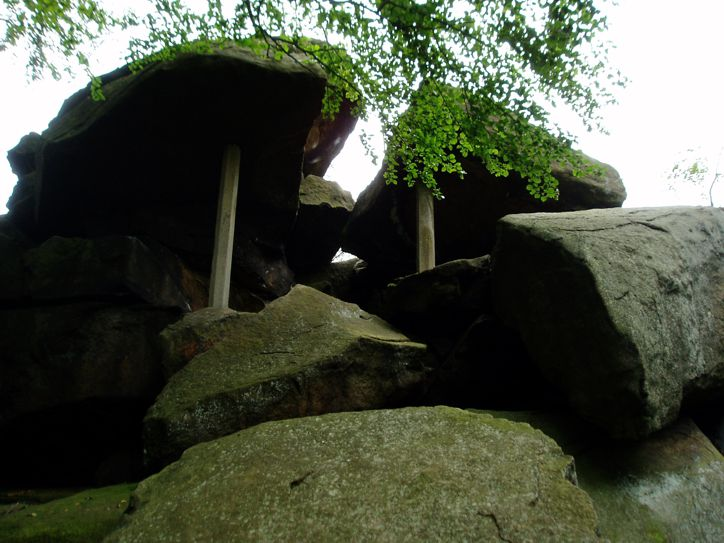
Sibyllenhöhle Ostzugang